# Рассвет (Астраханская область)
Рассвет — село в Наримановском районе Астраханской области. Административный центр Рассветского сельсовета.

## География
Село расположено на правом берегу Волги в 20 километрах к северу от окраины Астрахани и 16 километрах к югу от города Нариманов.

## История
Станица Дурновская основана в 1785 году. Изначально станица располагалась поверх острова Долгий. На современное место станица была перенесена в 1870 году.
Энциклопедический словарь Брокгауза и Ефрона описывал станицу Дурновская таким образом:
станица в Астраханской губ. и уезде, 1-го отдела астрах. казачьего войска, на правом берегу Волги, в 24 в. от Астрахани. Основана в 1765 г.; вследствие неоднократных наводнений перенесена на ныне занимаемое ею место в 1870 г., но здесь она терпит от сыпучих песков. Двор. 136, жит. 819, црк., 2 училища, 4 лавки, 2 кузницы; вблизи несколько рыбных ватаг; в 6 в. группа Дурновских соляных озер — Кругленького, Бирючка и др.
В 1930 году в селе был организован колхоз «12 лет Красного Октября». В декабре 1963 года в результате объединения колхозов «21 съезда КПСС», «22 съезда КПСС» и «12 лет Красного Октября» был образован колхоз «Рассвет» с центральной усадьбой в селе Дурное.
В 1965 г. Указом Президиума ВС РСФСР село Дурное переименовано в Рассвет.
В 1965 году был образован Рассветский сельсовет.

## Население
| 2002 | 2010  | 2012  | 2013  | 2014  |
| ---- | ----- | ----- | ----- | ----- |
| 1464 | ↘1338 | ↘1244 | ↗1370 | ↗1396 |

Национальный состав
Согласно результатам переписи 2002 года большинство населения посёлка составляли русские (49 %) и казахи (43 %).
| Национальность | Численность (2010) | Процент |
| -------------- | ------------------ | ------- |
| Казахи         | 759                | 57,2%   |
| Русские        | 442                | 33,3%   |
| Татары         | 82                 | 6,2%    |
| Украинцы       | 6                  | 0,5%    |
| Калмыки        | 5                  | 0,4%    |
| Мордва         | 5                  | 0,4%    |
| Немцы          | 4                  | 0,3%    |
| Азербайджанцы  | 3                  | 0,2%    |
| Не указана     | 20                 | 1,5%    |
| Всего          | 1326               | 100%    |

## Русская православная церковь
Вознесенская церковь. Упоминается в 1833-1855, 1878-1916 гг.